# جیبریل دیانسی
جیبریل دیانسی (انگلیسی: Djibril Dianessy؛ زادهٔ ۲۹ مارس ۱۹۹۶) بازیکن فوتبال اهل فرانسه است.
از باشگاه‌هایی که در آن بازی کرده‌است می‌توان به باشگاه فوتبال فورتونا سیتارد اشاره کرد.